# Too Short
Todd Anthony Shaw, född 28 april 1966 i Los Angeles, Kalifornien, mer känd som Too $hort, är en amerikansk rappare, en av de första stora västkustrapparna. Hans texter handlar framför allt om gatulivet och om sex, och han var en föregångare till 1990-talets gangstarap.

## Biografi
Too Short växte upp i South Central Los Angeles, men i början av 1980-talet flyttade familjen till Oakland. Efter flera kassettsläpp gav han 1983 ut sitt första riktiga album, Don't Stop Rappin', som följdes av två ytterligare album under de följande två åren. Efter att 1987 års Born to Mack sålts i 50 000 exemplar skrev Too Short på ett storbolagskontrakt med Jive Records, som återutgav Born to Mack 1988. Det certifierades guld, och uppföljaren Life Is...Too Short från 1989 sålde platina.
Singeln "The Ghetto" från 1990 års $hort Dog's in the House nådde nummer 12 på Billboards R&B/hip-hop-lista, och framgångarna fortsatte med 1992 års Shorty the Pimp och 1993 års Get in Where You Fit in, som båda sålde platina. Fastän 1995 års Cocktails och 1996 års Gettin' It (Album Number Ten) också sålde platina bestämde han sig i slutet av 1996 för att sluta med musiken.
Tre år senare gjorde han comeback med albumet Can't Stay Away, som direkt gick upp på topp tio-listan och certifierades guld. Han gav sedan ut fyra album på fyra år innan han år 2006 fick en av sina största hittar med "Blow the Whistle" från albumet med samma namn.
Efter 2007 års Get Off the Stage lämnade Too Short storbolagshiphoppen, och under 2010-talet gav han ut albumen Still Blowin', No Trespassing, Hella Disrespectful: Bay Area Mixtape, The Sex Tape Playlist och The Pimp Tape på sitt eget bolag Dangerous Music. 2019 gav han ut sitt 21:a studioalbum, The Vault, och året därpå gav han tillsammans med E-40 ut mixtapet Ain't Gone Do It/Terms and Conditions, som bland annat gästades av Larry June, Freddie Gibbs, G-Eazy och Guapdad 4000. Han släppte därefter flera singlar innan han 2025 gav ut sitt nästa fullängdsalbum, Sir Too $hort, Vol. 1.